# Santana Garrett
Santana Garrett (Ocala, 22 maggio 1988) è una wrestler statunitense sotto contratto con la WWE, dove svolge il ruolo di allenatrice del Performance Center.

## Carriera

### Circuiti indipendenti (2009-2019)
Debutta nella Coastal Championship Wrestling il 27 novembre 2009, battendo Kimberly e diventando la nuova CCW Ladies Champion. Difende con successo il titolo il 12 dicembre, in un Fatal Four Way Match battendo Betsy Ruth, Isis The Amazon e Jessika Haze. Il 13 febbraio 2010, difende il titolo battendo Jessika Haze. Il 12 maggio, ribatte Jessika. Il 19 giugno, batte Rosie Lotta Love per squalifica. Il 21 agosto, insieme a Leva, battono Jessika Haze e Rosie Lotta Love. Il 16 ottobre, sconfigge anche Calypso. Il 4 dicembre, perde il titolo contro Jessika in un Triple Treath Match. Il 26 marzo 2011, insieme a Pablo Marquez, battono Jessika e Harry Venis. Il 3 aprile, non riesce a riprendersi la cintura sconfitta dalla Haze. Il 13 agosto, batte Jamie D. Ritorna in federazione l'11 febbraio 2012, dove viene sconfitta dalla campionessa Leva che riesce a mantenere la cintura. Il 18 agosto, insieme a Black Tigress, perdono contro Didi Cruz e Leva. Il 16 marzo 2010, Santana debutta nella IWA Mid-South sconfiggendo Jessika Haze. Il 3 aprile 2010 debutta nella I Believe In Wrestling, in un match di coppia insieme a Nooie Lee battendo Lucky O'Shea e Maxwell Chicago. L'8 maggio, insieme a Nooie, battono Becky Bayless e Mister Saint Laurent. Il 12 giugno, fa coppia con Sean Waltman per battere ancora Becky e Laurent. Il 24 luglio, ritorna con Nooie e sconfiggono questa volta Cherry Layne e Mike Reed. Il 28 aprile, batte Jessika Haze. Il 2 ottobre, insieme a JD Amazing, battono anche Jason Hanley e Shooter Storm. Il 30 ottobre, vengono tuttavia sconfitti dai James Boys. L'8 gennaio 2011, batte The Kat. Il 29 gennaio 2011, perde invece da Alex Pourteau. Ritorna il 9 aprile, battendo Black Tigress. Il 23 aprile, sconfigge anche Danny Demanto. Il 7 maggio, ha la meglio su Christina Von Eerie. Il 21 maggio, batte Jessika Haze diventando per la seconda volta CCW Ladies Champion, titolo che perderà sei giorni dopo dalla stessa Haze. L'11 giugno, batte Christina Von Eerie. Il 16 luglio, sconfigge Aiden Altair. Il 20 agosto, batte Jelena. Il 22 ottobre, sfida Wayne Von Dyke ma il match finisce in No Contest. Il 19 novembre, Santana vince contro Wayne. Il 17 dicembre, subisce una sconfitta da parte di Aaron Epic. Il 7 gennaio 2012, batte Christina Von Eerie. Il 4 febbraio, è Christina a vincere. Il 3 marzo, Santana la batte chiudendo la loro faida. Il 5 maggio, batte Rain. Il 2 giugno e il 7 luglio, batte in entrambi i casi Cherry Layne. Il 3 agosto, sconfigge Mercedes Justine. Il 1º settembre, insieme a JD Amazing, battono Gorilla Hanley e Josh Hess. Il 5 ottobre, batte Jayson Falcone. Il 2 novembre, ottiene un'altra vittoria ai danni di Brandon Scherer. Il 12 dicembre, insieme a Lince Dorado, battono Aaron Epic e Justine Silver. Il 13 gennaio 2013, vince un Triple Treath Match battendo Justine Silver e Wayne Von Dyke. Il 10 febbraio, perde un SCW Florida Cruiserweight Title N°1 Contender Fatal Four Way Match in favore di Lince Dorado. Il 10 marzo, insieme a Gus Money, perdono contro Josh e Justine. Il 28 aprile, perde contro Maxwell Chicago. Il 26 maggio, insieme a Chico Adams, battono Chasyn Rance e Jayson Falcone. Il 23 giugno, perde un Triple Way Match per il titolo Cruiserweight contro Jayson e Chasyn, con quest'ultimo che rimane campione. Debutta nella World League Wrestling il 23 aprile 2010 in un Mixed Tag Team Match insieme a Eathon Wright e Ryan Drago, battendo Amy Henning, Mark Sterling e Superstar Steve. Il 24 aprile, batte la Ladies Champion Amy Henning per squalifica ottenendo un match titolato. Il 17 luglio, tuttavia, non riesce a vincere la cintura che rimane ad Amy.
Santana debutta anche nella Southern Championship Wrestling Florida il 4 giugno 2011, battendo The DTW Ninja. Il 21 luglio 2012, batte Leva Bates diventando la nuova Women's Champion. Il 22 settembre, difende la cintura battendo la stessa Leva. Il 27 aprile 2013, insieme a Luscious Latasha, battono Justine Silver e Leva Bates. L'8 giugno, mantiene ancora il titolo battendo Justine. In seguito le viene tolto il titolo e riconsegnata alla precedente campionessa, cioè Leva. Debutta nella Pro Wrestling Xtreme il 18 giugno 2011, perdendo contro la ex WWE Jillian Hall. Il 28 gennaio 2012, viene sconfitta anche da Christina Von Eerie. Debutta nella Orlando Pro Wrestling il 30 luglio 2011, battendo Chasyn Rance. Il 27 agosto, batte Wayne Von Dyke. Il 2 settembre, batte ancora Chasyn. Il 14 ottobre, sconfigge Cherry Layne. Fa coppia poi con Chasyn, battendo Cherry e Mike Reed. Santana debutta nella Future Of Wrestling il 9 dicembre 2011, perdendo contro Angel Rose. L'11 agosto 2012, perde un Battling Bombshells Title Three Way Match contro Christina Von Eerie e La Rosa Negra, che rimane campionessa. Il 24 novembre, insieme a Chasyn Rance, perdono contro Justine Silver e Lince Dorado. L'8 dicembre, viene sconfitta da La Rosa Negra. Il 9 febbraio 2013, batte Didi ottenendo la sua prima vittoria nella FOW.
Debutta nella National Wrestling Alliance il 18 gennaio 2012, battendo Christina Von Eerie. Il 29 marzo, insieme a Chasyn Rance, vengono sconfitti da Christina e Jesse Neal. Il 6 aprile, batte ancora Christina. Il 7 aprile, batte per la terza volta Christina. Il 30 maggio, perde contro Sienna DuVall. Il 17 novembre, ha la meglio su Sassy Stephie. Il 15 dicembre, sconfigge anche La Morena. Il 20 aprile 2013, batte anche Silvie Silver. Il 25 febbraio 2012, debutta nella Best Of The Best Wrestling battendo Leva. Il 19 maggio 2012, debutta nell'American Pro Wrestling Alliance battendo Marti Belle. Il 28 luglio, sconfigge anche Jayme Jameson. L'8 settembre, viene sconfitta da Amber Rodriguez perdendo anche la cintura di Women's Champion. Il 22 giugno 2012, debutta nella United States Wrestling Organization battendo Nemesis. Il 28 giugno 2012, Santana fa il suo debutto nella EVOLVE Wrestling venendo sconfitta da Sara Del Rey. Ritorna nella compagnia il 30 maggio 2013, insieme a Chasyn Rance, vincendo un Dark Intergender Match battendo Derek Ryze e Mercedes Justine. Santana fa il suo debutto nella Belleview Pro Wrestling il 14 luglio 2012, sconfiggendo Christina Von Eerie. Il 6 ottobre, batte Rain. Il 7 ottobre, batte anche Chasyn Rance. Il 17 febbraio 2013, batte prima Jayson Falcone e poi Chasyn Rance.
Il 16 febbraio 2013, appare anche nella Vintage Wrestling dove in coppia con La Rosa Negra, battono Brittney Savage e Luscious Latasha. Il 30 marzo 2013, fa il suo debutto nella Carolina Wrestling Federation combattendo insieme ad Amber O'Neal, e battendo Amanda Rodriguez e Su Yung. Il 15 aprile 2013 2013, debutta nella Vendetta Pro Wrestling vincendo un Ten Women Tag Team Elimination Match. L'11 maggio 2013, debutta anche nella Pro Wrestling Syndicate venendo sconfitta da La Rosa Negra. Santana debutta nella Premiere Wrestling Xperience il 29 giugno 2013, in un match insieme ad Amber O'Neal contro Amanda Rodriguez ed Amy Love, vincendo. Il 9 agosto 2013, fa il suo debutto nella Women Superstar Uncensored battendo Taeler Hendrix. Nella stessa puntata, viene sconfitta da Christina Von Eerie. Il 10 agosto, perde una Battle Royal a 28 donne in favore di Ezavel Suena. Nella medesima serata, viene sconfitta anche da Sassy Stephie.

### Total Nonstop Action Wrestling (2010; 2013-2014; 2017)

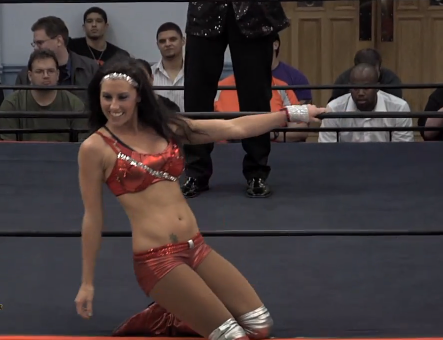
Santana Garrett nel 2013

Santana fa il suo debutto nella Total Nonstop Action Wrestling nella puntata di Impact del 29 marzo 2010, dove ricopre il ruolo di manager di Orlando Jordan. Nella puntata di Impact del 3 maggio, Santana e Orlando Jordan iniziano una serie di interviste nel backstage, chiamato O-Zone, durante in una delle quali Jordan attacca il Global Champion Rob Terry, iniziando una faida. In seguito, la Garrett scompare dalle scene.
Il 27 marzo 2013, durante il One Night Only: Knockouts Knockdown, Santana Garrett ritorna nella compagnia, dove è stata sconfitta da Brooke Tessmacher.
Il 27 gennaio 2014, è stato annunciato dal presidente della SHINE Wrestling, Sal Hamaoui, che Santana ha firmato un contratto con la Total Nonstop Action Wrestling (TNA). Nella metà di marzo, durante un'intervista ad Impact Wrestling, è stato rivelato che la Garrett utilizzerà il ringname Brittany.
Brittany fa il suo debutto sul ring nella puntata di Impact del 13 marzo, dove ha sconfitto Gail Kim dopo che Lei'D Tapa attacca involontariamente la Kim. Nella puntata di Impact del 4 aprile, Brittany inizia ad interpretare la gimmick di una super fan della TNA Knockouts Champion Madison Rayne; successivamente, le due sono state sconfitte dalle Beautiful People (Angelina Love e Velvet Sky). Nella puntata di Impact del 10 aprile, Brittany prende parte ad un Fatal 4-way match insieme ad Angelina Love, Gail Kim e ODB per decretare la prima sfidante al TNA Knockouts Championship detenuto da Madison Rayne, ma è stato vinto dalla Love. Nella puntata di Xplosion del 29 aprile, Brittany è stata sconfitta da ODB. Nella puntata di Impact dell'8 maggio, Brittany e Madison Rayne sono state sconfitte nuovamente dalle Beautiful People in un Evening gown tag team elimination match. Nella puntata di Impact del 22 maggio, Brittany ha sfidato Angelina Love per il TNA Knockouts Championship, ma è stata sconfitta; a fine match, viene assalita dalle Beautiful People, ma a salvarla arriva Gail Kim. Nella puntata di Impact del 29 maggio, Brittany e Gail Kim sono state sconfitte dalle Beautiful People; successivamente nel backstage, Brittany confessa i suoi sentimenti verso Madison Rayne, la quale non sa come gestire la situazione. Nella puntata di Impact del 5 giugno, Brittany appare durante un match fra Madison Rayne e Angelina Love valido per il TNA Knockouts Championship, dando supporto alla Rayne, la quale perde dopo una distrazione di Velvet Sky. Nella puntata di Impact del 12 giugno, Brittany prende parte ad un Triple threat match insieme a Gail Kim e Madison Rayne per decretare la prima sfidante al TNA Knockouts Championship detenuto da Angelina Love, dove a vincere è la Kim. Nella puntata di Xplosion del 17 giugno, Brittany ha sfidato nuovamente Angelina Love per il TNA Knockouts Championship, ma è stata sconfitta. Nella puntata di Xplosion del 2 luglio, Brittany è stata sconfitta da Madison Rayne.
Nella puntata di Impact del 3 luglio, Brittany effettua un turn heel quando attacca brutalmente Madison Rayne, giurando di distruggerla. Nella puntata di Impact del 10 luglio, Brittany prende parte ad un Fatal 4-way match insieme ad Angelina Love, Madison Rayne e la campionessa Gail Kim valido per il TNA Knockouts Championship, ma è stato vinto dalla Kim che difende la cintura. Nella puntata di Impact del 17 luglio, Brittany è stata sconfitta da Madison Rayne in un No countout No disqualification match. Nella puntata di Xplosion del 13 agosto, Brittany è stata sconfitta nuovamente da Madison Rayne. Nella puntata di Xplosion del 10 settembre, Brittany ha affrontato Gail Kim per il TNA Knockouts Championship, ma è stata sconfitta. Nella puntata di Impact del 17 settembre, Santana prende parte ad una Battle royal per decretare la prima sfidante al TNA Knockouts Championship detenuto da Gail Kim, ma è stata eliminata da Havok. Dopo la fine della faida con Madison Rayne, Brittany inizia una storyline con Samuel Shaw verso la metà di settembre, dove inizia a mostrargli attenzioni e un particolare interesse, simile a quello che Shaw ha avuto precedentemente con Christy Hemme. Questo porta Shaw a passare fra le file dei cattivi ai danni di Gunner e quindi formando un'alleanza con Brittany. Il 7 novembre, a One Night Only: Knockouts Knockdown, Brittany è stata sconfitta da Mia Yim. Dal 5 dicembre 2014, Santana Garrett annuncia di non essere più sotto contratto con la compagnia.
Il 2 marzo 2017, viene annunciato il ritorno di Brittany ad Impact. Il 3 marzo, a One Night Only - Victory Road 2017: Next Knockout, Santana ha sconfitto Brandi Rhodes; la stessa sera, fa squadra con Alisha Edwards, Leva Bates e ODB sconfiggendo Angelina Love, Diamante, Laurel Van Ness e Rosemary. Brittany fa il suo ritorno ad Impact durante la puntata del 13 aprile, dove è stata sconfitta da Rosemary. Dopodiché, abbandona nuovamente la compagnia.

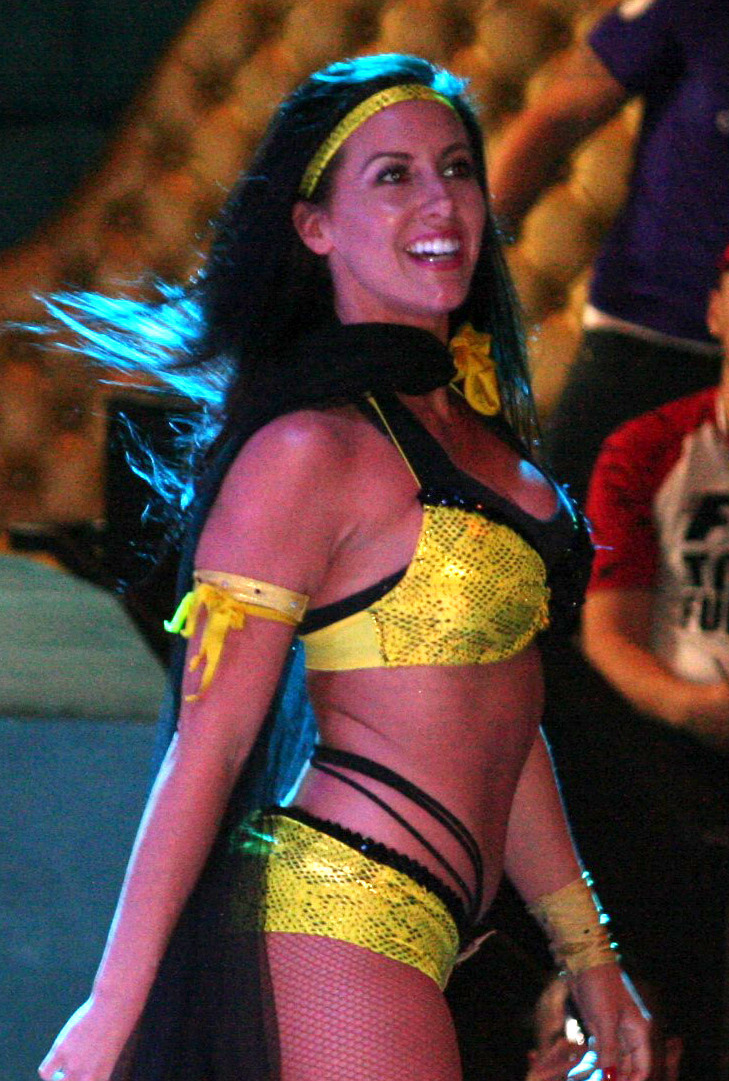
Santana fa il suo ingresso durante uno show nel 2016.

### EVOLVE Wrestling (2012-2020)
Il 28 giugno 2012, Santana debutta nella EVOLVE Wrestling, dove è stata sconfitta da Sara Del Rey.
Il 30 maggio 2013, Santana e Chasyn Rance hanno sconfitto Mercedes Justine e Derek Ryze in un Mixed tag team match.
Il 18 aprile 2015, Santana difende con successo lo SHINE Championship contro Andrea.
Il 17 gennaio 2020, Santana ha sconfitto Avery Taylor, dopo che la federazione ha firmato un accordo con la WWE.

### SHINE Wrestling (2012-2019)
Il 20 luglio 2012, Santana debutta nella SHINE Wrestling battendo Tina San Antonio. Il 7 agosto, Santana è stata sconfitta da Rain. Il 21 settembre, Santana ha sconfitto Sienna DuVall. Il 19 ottobre, Santana è stata sconfitta da Mercedes Martinez. Il 16 novembre, Santana ha sconfitto Nikki Saint John.
L'11 gennaio 2013, Santana ha sconfitto Leah Von Dutch. Il 22 febbraio, Santana ha sconfitto Jessie Belle. Il 23 marzo, Santana ha sconfitto Sojournor Bolt. Il 19 aprile Santana, Mia Yim e Nikki Roxx sono state sconfitte da Jessie McKay, Kellie Skater e Shazza McKenzie. Il 24 maggio, Santana ha sconfitto Kimberly qualificandosi per il torneo per decretare l'inaugurale campionessa della compagnia e conquistare lo SHINE Championship. Il 12 luglio, Santana è stata sconfitta da Ivelisse nel primo turno del torneo, non riuscendo dunque a vincere il titolo. Il 23 agosto, Santana affronta Brandi Wine ma finisce in No Contest a causa dell'interferenza di Amber O'Neil e Malia Hosaka, per poi essere annunciato così un tag team match con la vittoria di Santana ed Amber ai danni di Brandi e Malia. Il 27 settembre, le American Sweethearts (Santana e Amber O'Neal) sono state sconfitte dalle S-N-S Express (Jessie Belle Smothers e Sassy Stephie). Il 25 ottobre, le American Sweethearts (Santana e Amber O'Neal) e Leva Bates sono state sconfitte dalle S-N-S Express (Jessie Belle Smothers, Nevaeh e Sassy Stephie). Il 13 dicembre, le American Sweethearts (Santana e Amber O'Neal) sono state sconfitte dalle S-N-S Express (Jessie Belle Smothers e Sassy Stephie), in un match dove le perdenti sono costrette a scogliere il team, concludendo quindi la collaborazione con Amber.
Il 24 gennaio 2014, Santana è stata sconfitta da Serena Deeb. Il 5 dicembre, Santana ritorna battendo la sua ex partner Amber Gallows.
Il 23 gennaio 2015, Santana ha sfidato Mia Yim per lo SHINE Championship, ma è stata sconfitta. Il 6 marzo, Santana ha difeso l'NWA World Women's Championship con successo contro Shanna. Il 3 aprile, Santana ha sconfitto Mia Yim conquistando lo SHINE Championship per la prima volta, detenendo così due allori contemporaneamente. Il 15 maggio, Santana ha difeso con successo il titolo contro Mia Yim. Il 27 luglio, Santana ha difeso con successo il titolo contro Ivelisse per decisione arbitrale. Il 4 settembre, Santana ha difeso con successo il titolo contro Allysin Kay. Il 2 ottobre, Santana ha difeso con successo il titolo contro Evie. L'11 dicembre, Santana ha perso lo SHINE Championship contro Taylor Made, dopo 252 giorni di regno.
Il 29 gennaio 2016 Santana ha sfidato Taylor Made per lo SHINE Championship, ma è stata sconfitta. Il 15 aprile Santana, Kimber Lee e Luscious Latasha hanno sconfitto le VALkyrie (Andrea, Jayme Jameson e Marti Belle). Il 17 giugno, Santana ha preso parte ad un Money in the Bank 5-way elimination match insieme a Ivelisse, Kellie Skater, Mia Yim e Nicole Matthews, ma è stato vinto da Ivelisse. Il 22 luglio, Santana è stata sconfitta da Vanessa Kraven. Il 2 settembre, Santana è stata sconfitta da Raquel. Il 16 dicembre, Santana e Raquel hanno sconfitto le BTY (Jayme Jameson e Marti Belle), conquistando gli SHINE Tag Team Championship per la prima volta.
Il 13 gennaio 2017, Santana e Raquel hanno difeso con successo i titoli contro le Las Sicarias (Amanda Carolina Rodriguez e Thea Trinidad) e le C4 (Amber O'Neal e Kennadi Brink) in un Triple threat tag team match. Il 10 marzo, Santana e Chelsea Green (la quale sostituisce Raquel infortunata) hanno difeso con successo i titoli contro Kennadi Brink e Vanessa Kraven. Il 12 maggio, Santana e Raquel hanno perso i titoli contro le Las Sicarias (Ivelisse e Mercedes Martinez) dopo 147 giorni di regno. Il 20 ottobre, Santana ha sfidato Priscilla Kelly per lo SHINE Nova Championship, ma è stata sconfitta.
Il 26 gennaio 2018, Santana ha sconfitto Renee Michelle. Il 27 aprile, Santana ha sconfitto Kiera Hogan. Il 9 giugno, Santana ha sfidato Candy Cartwright per lo SHINE Nova Championship, ma è stata sconfitta per squalifica. L'8 settembre, Santana prende parte al torneo per decretare la nuova detentrice del vacante SHINE Championship, sconfiggendo Priscila Kelly al primo turno, ma è stata sconfitta da Allysin Kay in semifinale. Il 2 novembre, Santana ha sconfitto Priscilla Kelly in un Ybor City Street Fight match.
Il 19 gennaio 2019, Santana è stata sconfitta da Priscilla Kelly in uno Street Fight match. Il 10 maggio, Santana ha sconfitto Kimber Lee. Il 26 giugno, Santana ha preso parte ad un Triple threat match insieme ad Aja Perera e la campionessa Shotzi Blackheart valido per lo SHINE Nova Championship, ma il match è stato vinto dalla Blackheart che difende la cintura.

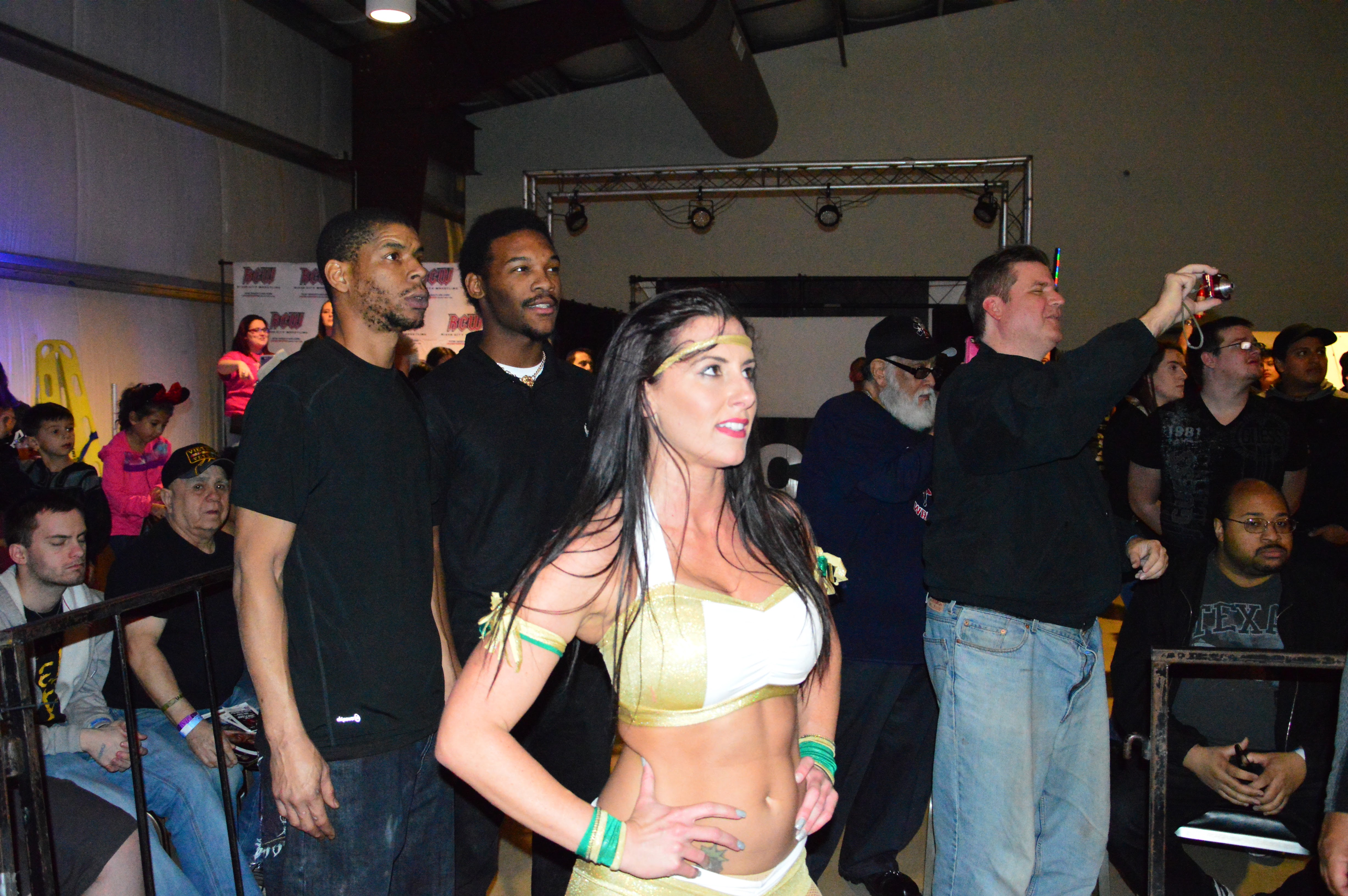
Santana durante uno show indipendente nel 2017.

### SHIMMER Women Athletes (2012-2017)
Il 27 ottobre 2012, Santana debutta nella Shimmer Women Athletes nel Volume 50, dove è stata sconfitta da Shazza McKenzie. Il 28 ottobre, nel Volume 51, Santana è stata sconfitta da Melanie Cruise.
Il 13 aprile 2013, nel Vollume 54, Santana ha sconfitto Miss Natural; nello stesso giorno, nel Volume 55, Santana e Heidi Lovelace sono state sconfitte da Jessicka Havok e Sassy Stephie. Il 14 aprile, nel Volume 57, Santana ha sconfitto Rhia O'Reilly. Il 19 ottobre, nel Volume 58, Santana ha sconfitto Sassy Stephie; nello stesso giorno, nel Volume 59, Santana e Savannah Summers sono state sconfitte da Nevaeh e Sassy Stephie. Il 20 ottobre, nel Volume 60, Santana è stata sconfitta da Mercedes Martinez; nello stesso giorno, nel Volume 61, Santana ha sconfitto Nevaeh.
Il 1º aprile 2017, nel Volume 91, Santana è stata sconfitta da Shayna Baszler.

### Women of Wrestling (2013-2018)
Il gennaio 2013, Santana debutta nella Women of Wrestling durante i tapings, dove è stata sconfitta da Tatevik The Gamer; successivamente, le All American Girls (Santana e Amber O'Neal) hanno sconfitto le Caged Heat (Delta Lotta Pain e Loca), conquistando i WOW Tag Team Championship per la prima volta. Il 9 marzo, durante i tapings, le All American Girls (Santana e Amber O'Neal) hanno difeso con successo i titoli contro Abilene Maverick e Candice LeRae; successivamente , le All American Girls (Santana e Amber O'Neal) hanno difeso con successo i titoli contro le Caged Heat (Delta Lotta Pain e Loca).
Il 29 giugno 2016, durante i taping della quarta stagione, le All American Girls (Santana e Amber O'Neal) prendono parte al torneo per decretare le nuove detentrici dei WOW Tag Team Championship dopo averli resi vacanti, ma sono state sconfitte al primo turno dalle Caged Heat (Delta Lotta Pain e Loca), dopo che Amber attacca Santana sancendo la fine della loro collaborazione. Inoltre, Santana conquista il WOW Championship per la prima volta, sconfiggendo Amber O'Neal e la campionessa Jungle Grrrl in un Triple threat match.
L'11 maggio 2017, Santana difende il titolo in due occasioni: la prima ha sconfitto Abilene Maverick, poi batte anche The Beverly Hills Babe.
L'11 ottobre 2018, durante i taping, Santana è stata sconfitta da Jungle Grrrl in un match titolato per count out, tenendo così la cintura; in seguito, prende parte in un Triple threat match insieme a Jungle Grrrl e Tessa Blanchard, dove è stato vinto dalla Grrrl. Il giorno stesso, rende vacante il titolo dopo 742 giorni di regno.

### Ohio Valley Wrestling (2013)
Il 18 settembre 2013, Santana prende parte ai tapings della OVW (Ohio Valley Wrestling), dove è stata sconfitta da Tealer Hendrix in un dark match.

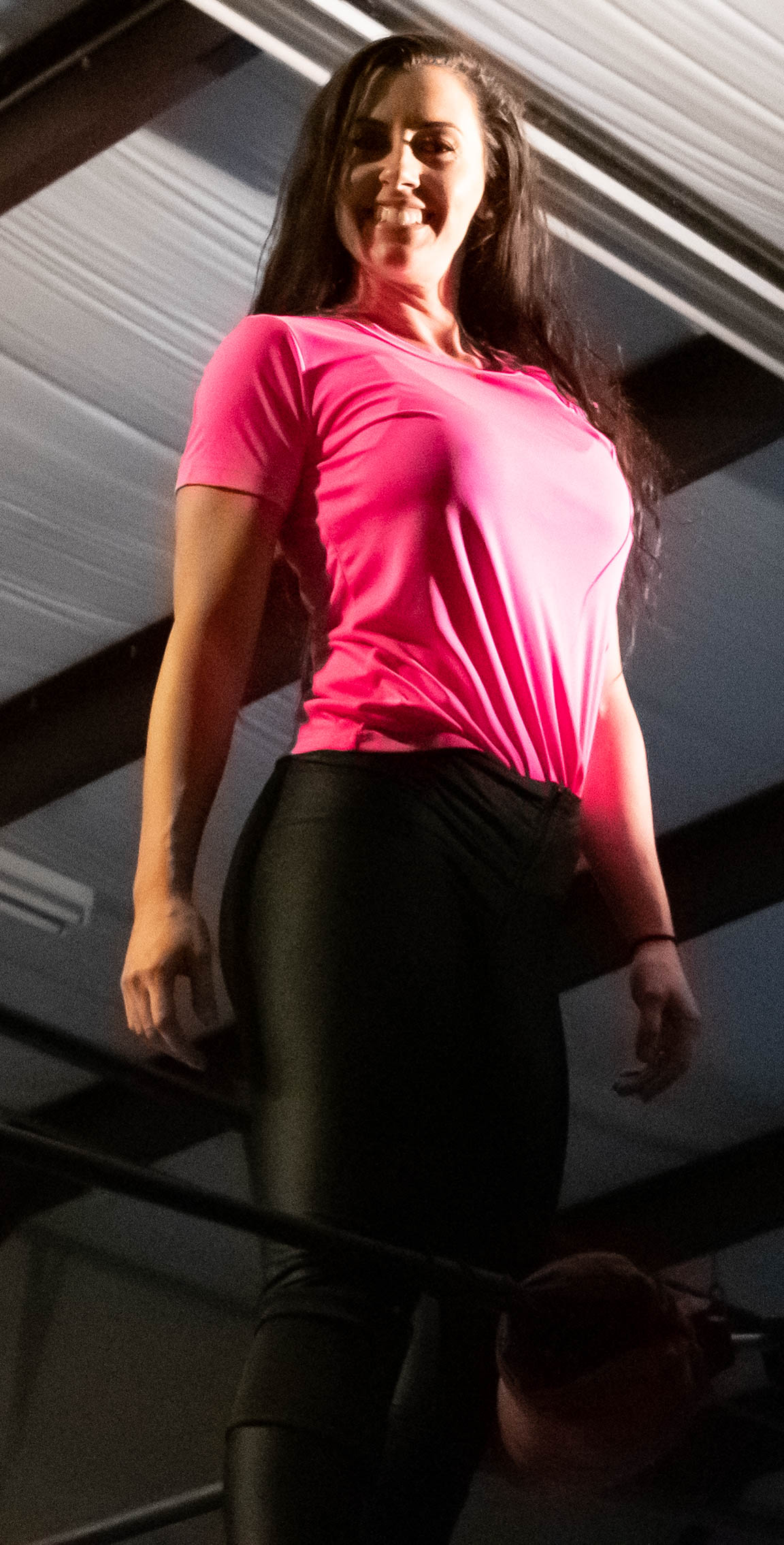
Santana nel 2019.

### World Wonder Ring Stardom (2015-2016)
Il 16 ottobre 2015, Santana debutta per la World Wonder Ring Stardom, lottando in coppia con Melina Pérez sconfiggendo le Oedo Tai (Hudson Envy e Thunder Rosa). Il 18 ottobre, Santana ha sconfitto Kris Wolf. Il 25 ottobre, Santana e Hiroyo Matsumoto hanno sconfitto le Thunder Rock (Io Shirai e Mayu Iwatani); lo stesso giorno, Santana e Hiromi Mimura hanno sconfitto Kris Wolf e Datura. Il 3 novembre, Santana e Hiroyo Matsumoto hanno sconfitto Io Shirai e Momo Watanabe. L'8 novembre, Santana e Hiroyo Matsumoto prendono parte al torneo per decretare le nuove detentrici dei Goddesses Of Stardom Championship, sconfiggendo le Oedo Tai (Kris Wolf e Kyoko Kimura) al primo turno e Datura & Momo Watanabe in semifinale, ma sono state sconfitte dalle Thunder Rock (Io Shirai e Mayu Iwatani) in finale. Il 12 novembre, Santana e Hiroyo Matsumoto hanno sconfitto Ray e Sakura Hirota. Il 15 novembre, Santana ha difeso con successo l'NWA World Women's Championship contro Holidead. Il 23 novembre, Santana ha sconfitto Io Shirai conquistando il Wonder Of Stardom Championship per la prima volta, in un match dove anche l'NWA World Women's Championship era in palio, detenendo quindi entrambe le cinture.
Il 7 febbraio 2016, il Team World Selection (Santana, Chelsea Green, Evie, Kellie Skater e Viper) hanno sconfitto il Team Stardom (Io Shirai, Jungle Kyona, Kairi Hojo, Mayu Iwatani e Momo Watanabe) in un 5-on-5 Tag Team Elimination match, dove Santana e Kairi si eliminano a vicenda; alla fine, il Team World Selection vince la contesa. Il 12 febbraio, Santana e Chelsea Green hanno sconfitto Hiromi Mimura e Kairi Hojo. Il 21 febbraio, Santana ha difeso con successo il titolo contro Kairi Hojo. Il 29 aprile, Santana prende parte al Cinderella Tournament dove ha sconfitto Alex Lee al primo turno, ma è stata eliminata nei quarti di finale quando il suo match contro Kairi Hojo supera il limite dei 10 minuti, non avanzando quindi nessuna delle due. Il 3 maggio, Santana e Io Shirai hanno sconfitto Kairi Hojo e Mayu Iwatani. L'8 maggio, Santana e Hiroyo Matsumoto hanno sconfitto le Oedo Tai (Diosa Atenea e Kyoko Kimura). Il 15 maggio, Santana ha perso il Wonder Of Stardom Championship contro Kairi Hojo, dopo 174 giorni di regno. Il 20 maggio, Santana prende parte ad un Triple threat match insieme a Kay Lee Ray e la campionessa Leah Owens valevole per l'RCW Women's Championship, ma è stato vinto dalla Owens che ha difeso il titolo. Il 21 maggio, Santana prende parte ad un torneo per decretare la detentrice inaugurale dell'SWA Undisputed World Women's Championship, dove ha sconfitto Alpha Female al primo turno, ma è stata sconfitta da Toni Storm in semifinale. Il 22 maggio, Santana prende parte ad un torneo per decretare la prima sfidante all'SWA Undisputed World Women's Championship detenuto da Io Shirai, dove ha sconfitto Danielle Hunter al primo turno e Diosa Atenea in semifinale, qualificandosi per la finale dove ha sconfitto Mayu Iwatani e Nixon Newell in un Triple threat match. Il 23 ottobre, Santana e Chelsea Green hanno sconfitto Kairi Hojo e Yoko Bito per 2-0; nello stesso giorno, Santana Wonder (Santana) e la Principessa Gate (Chelsea Green) hanno sconfitto Lucky Blanca (Hiromi Mimura) e Shin Gorilla (Jungle Kyona). Il 30 ottobre, Santana e le Owens Twins (Kasey Owens e Leah Owens) hanno sconfitto le Oedo Tai (Holidead, Kris Wolf e Thunder Rosa). Il 3 novembre Santana, Chelsea Green e Kairi Hojo hanno sconfitto Io Shirai e le Owens Twins (Kasey Owens e Leah Owens). Il 6 novembre, Santana e Chelsea Green sono state sconfitte dalle Twisted Sisters (Holidead e Thunder Rosa) per 4-2. L'11 novembre, Santana e Chelsea Green hanno affrontato Hiromi Mimura e Saori Anou terminato in favore 3-1, dopo aver superato i 15 minuti di limite.

### WWE (2013; 2016-2018; 2019-2021)

#### Apparizioni adNXTeMae Young Classic(2013; 2016-2018)
Nel 2013, Santana Garrett combatte un match in WWE, durante i tapings di NXT del 12 settembre, mandato in onda il 2 ottobre, dove viene sconfitta da Charlotte.
Santana fa il suo ritorno nella compagnia durante un episodio di NXT del 3 febbraio 2016, dove è stata sconfitta da Asuka. Nella puntata di NXT del 2 marzo, la Garrett viene sconfitta da Emma. Nella puntata di NXT del 27 luglio, Santana è sconfitta anche da Billie Kay.
Nel 2017, Santana viene annunciata come una delle partecipanti della prima edizione del torneo Mae Young Classic. Il 28 agosto, la Garrett viene sconfitta al primo turno da Piper Niven. L'11 settembre, ritorna in coppia con Marti Belle e Sarah Logan, dove vengono sconfitte da Jazzy Gabert, Kay Lee Ray e Tessa Blanchard. Ritorna ad NXT durante la puntata del 25 ottobre, perdendo una Women's Battle Royal eliminata da Nikki Cross, poi vincitrice della contesa.
Santana fa un'altra apparizione nella puntata di NXT del 4 luglio 2018, dove è battuta da Dakota Kai.

#### Ritorno in WWE (2019-2021)
Durante la metà di agosto 2019, viene annunciato che Santana Garrett ha firmato un contratto con la WWE ed è stata assegnata nel roster di NXT. Fa il suo debutto durante un dark match nell'episodio del 25 settembre, rimediando una sconfitta contro Reina Gonzalez. Dopo diverse settimane passate aver combattuto nei live events, la Garrett fa il suo debutto ufficiale nella puntata di NXT del 6 novembre, dove viene sconfitta da Taynara, stabilendosi come face. Nella puntata di NXT del 18 dicembre, Santana è stata sconfitta da Io Shirai. Nella puntata di NXT del 15 gennaio 2020, Santana ha preso parte ad una Women's Battle Royal match per decretare la prima sfidante all'NXT Women's Championship detenuto da Rhea Ripley in quel di NXT TakeOver: Portland, ma è stata eliminata da Shayna Baszler. Nella puntata di NXT del 12 febbraio, Santana è stata sconfitta da Bianca Belair in meno di un minuto. Nella puntata di Main Event del 16 aprile, Santana è stata sconfitta da Liv Morgan (appartenente al roster di Raw). Nella puntata di Raw del 20 aprile, Santana fa il suo debutto nel roster principale venendo sconfitta da Bianca Belair. Nella puntata di NXT del 20 maggio, Santana è stata sconfitta da Mia Yim. Nella puntata di NXT del 3 giugno, Santana ottiene la sua prima vittoria sconfiggendo Aliyah. Nella puntata di NXT: The Great American Bash dell'8 luglio, Santana è stata sconfitta da Mercedes Martinez.
Il 2 giugno 2021, è stata licenziata insieme a diversi colleghi.

#### Secondo ritorno in WWE (2022–presente)
Il 29 agosto 2022 ha annunciato il suo ritorno in WWE nelle vesti di allenatrice presso il Performance Center.

## Personaggio

### Mosse finali
- Shining Star Press (Handspring moonsault)

### Soprannomi
- "The Next Big Thing"
- "The Midwest Sweetheart"

## Titoli e riconoscimenti
American Pro Wrestling Alliance
- APWA World Ladies Championship (1)

Belleview Pro Wrestling
- BPW Heavyweight Championship (1) - attuale
- BPW Tag Team Championship (1) – con Chasyn Rance

Cauliflower Alley Club
- Women's Wrestling Award (2018)
- Future Legend Award (2014)

Championship Wrestling Entertainment
- CWE Vixen's Championship (1)

Coastal Championship Wrestling
- CCW Ladies Championships (2)

Conquer Pro Wrestling
- CPW Leading Ladies Championship (1) - attuale

Jersey Championship Wrestling
- JCW Women's Championship (1)

Masters of Ring Entertainment
- Lasting Legacy Tournament (2015)

National Wrestling Alliance
- NWA World Women's Championship (1)

Nova Pro Wrestling
- NPW Women's Championship (1)

Orlando Pro Wrestling
- OPW Women's Championship (1)

Pro Wrestling 2.0
- PW2.0 Women's Championship (2)
- PW2.0 Tag Team Championship (1) - con Chelsea Green

Pro Wrestling Illustrated
- 4º tra le 50 migliori wrestler di sesso femminile nella PWI 500 (2015)

Revolution Championship Wrestling
- RCW Women's Championship (1)

Ring Warriors
- Ring Warriors Battling Bombshells Championship (1)

RIOT Pro Wrestling
- RIOT Cruiserweight Championship (1)
- RIOT Women's Championship (1)

Shine Wrestling
- Shine Championship (1)
- Shine Tag Team Championship (1) - con Raquel

Southern Championship Wrestling
- SCW Florida Cruiserweight Champion (1)
- SCW Women's Championship (1)

Women of Wrestling
- WOW Tag Team Championship (1) – attuale, con Amber O'Neal

USA Pro Wrestling
- USPW Women's Championship (1)

USA Wrestling Alliance
- USWA Women's Championship (1)

Wrestling Superstar
- Wrestling Superstar Women's Championship (1)

Women of Wrestling
- WOW Tag Team Championship (1) - con Amber O'Neal
- WOW World Championship (1)

World Wonder Ring Stardom
- Wonder of Stardom Championship (1)
- International Grand Prix (2016)